# Réserve naturelle nationale de la forêt de la Massane
La réserve naturelle nationale de la forêt de la Massane est une réserve naturelle nationale (RNN6) située en Occitanie. Créée le 30 juillet 1973, elle occupe une superficie de 336 hectares essentiellement forestière. C'est une des rares forêts anciennes de hêtres en libre évolution en France.
La hêtraie (environ 120 ha) est classée au Patrimoine Mondial de l’UNESCO depuis le 28 juillet 2021 sur la liste des « Forêts primaires de hêtres des Carpates et d'autres régions d'Europe ».

## Localisation
La forêt de la Massane, aussi nommée « forêt des Couloumates », est située dans les Pyrénées-Orientales, au cœur du massif des Albères, sur le territoire de la commune d'Argelès-sur-Mer. Elle occupe toute la haute vallée de la rivière Massane, petite rivière se jetant dans la mer Méditerranée, depuis la place d'armes (667 m) située au pied de la Tour Massane jusqu’au Pic des Quatre Termes (1 158 m). 

## Toponymie
La rivière Massane tiendrait son nom, via le catalan Massana ou Maçana, du latin Mala Mattiana, qui désignait une variété de pomme, elle-même nommée en l'honneur du gastronome et agronome romain Caius Matius (Ier siècle),.

## Histoire
La présence du hêtre, inattendue à 600 m d'altitude en plein biome méditerranéen, la présence d'une forte biodiversité, et la naturalité de la forêt, font de la Massane un laboratoire naturel de terrain pour les chercheurs depuis plus de 100 ans.
Les naturalistes ont été attirés depuis très longtemps par les Albères, et tout spécialement par la forêt de la Massane. De vieilles archives concernant l’abbaye de Valbonne, située tout près de la forêt, nous apprennent le passage de Joseph Pitton de Tournefort (1656-1708), botaniste de Louis XIV, qui a dû herboriser à la Massane, il y a près de 300 ans.
Les 20 juillet 1883 et 10 mai 1886, la Commune d’Argelès-sur-Mer demandait par délibération de son conseil municipal, une suspension des exploitations forestières. L'exploitation (production de charbon de bois) a été abandonnée sur le site à la fin du XIXe siècle et la seule activité humaine consiste en un élevage extensif de bovins.
Étudiée dès cette époque par de nombreux scientifiques en séjour au Laboratoire Arago (fondé en 1882), la forêt de la Massane est considérée comme un véritable laboratoire à ciel ouvert. Le classement en réserve naturelle avant la loi de juillet 1976 sur la protection de la nature est le résultat d'une mobilisation longue et soutenue dans laquelle prirent part les scientifiques du laboratoire.
Une zone d'étude clôturée est créée sur le site en 1954 sur une superficie de 9 ha. La réserve naturelle actuelle est créée en 1973.
En 2021, la hêtraie de la forêt de la Massane intègre le site du patrimoine mondial de l'UNESCO appelé Forêts primaires de hêtres des Carpates et d'autres régions d'Europe.

## Géologie

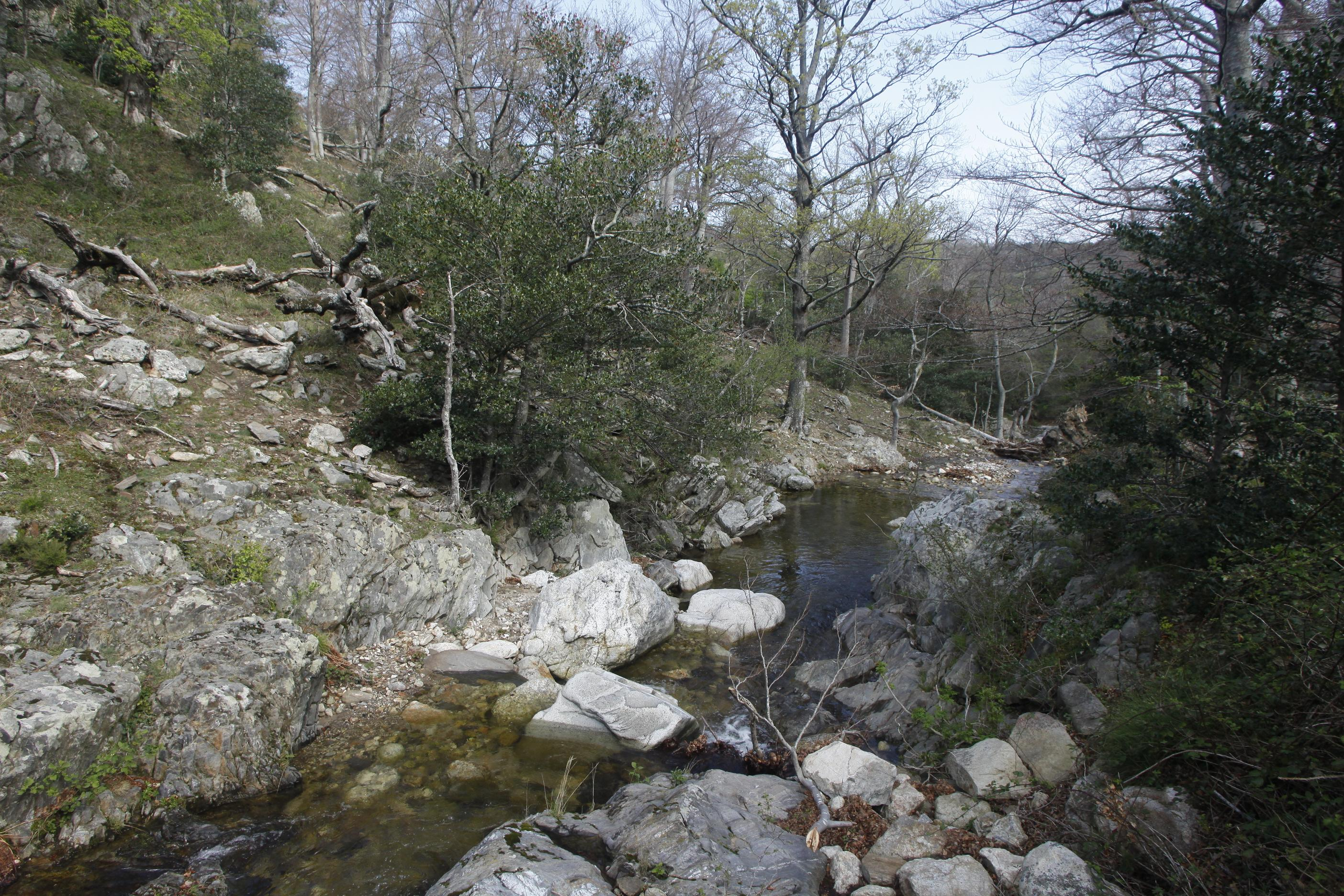
La rivière Massane.

Le massif des Albères est constitué principalement d’orthogneiss surmontés de micaschistes et de marbres qui représentent la base (limite Précambrien-Cambrien, -540 Ma env.) de la couverture post-cadomienne, déformée, métamorphisée et injectée de pegmatites et d’aplites pendant l’orogénèse hercynienne (Wesphalien, -300 Ma env.). La morphologie très douce de la haute vallée de la Massane est héritée des aplanissements miocènes, soulevés au Pliocène.

## Climat

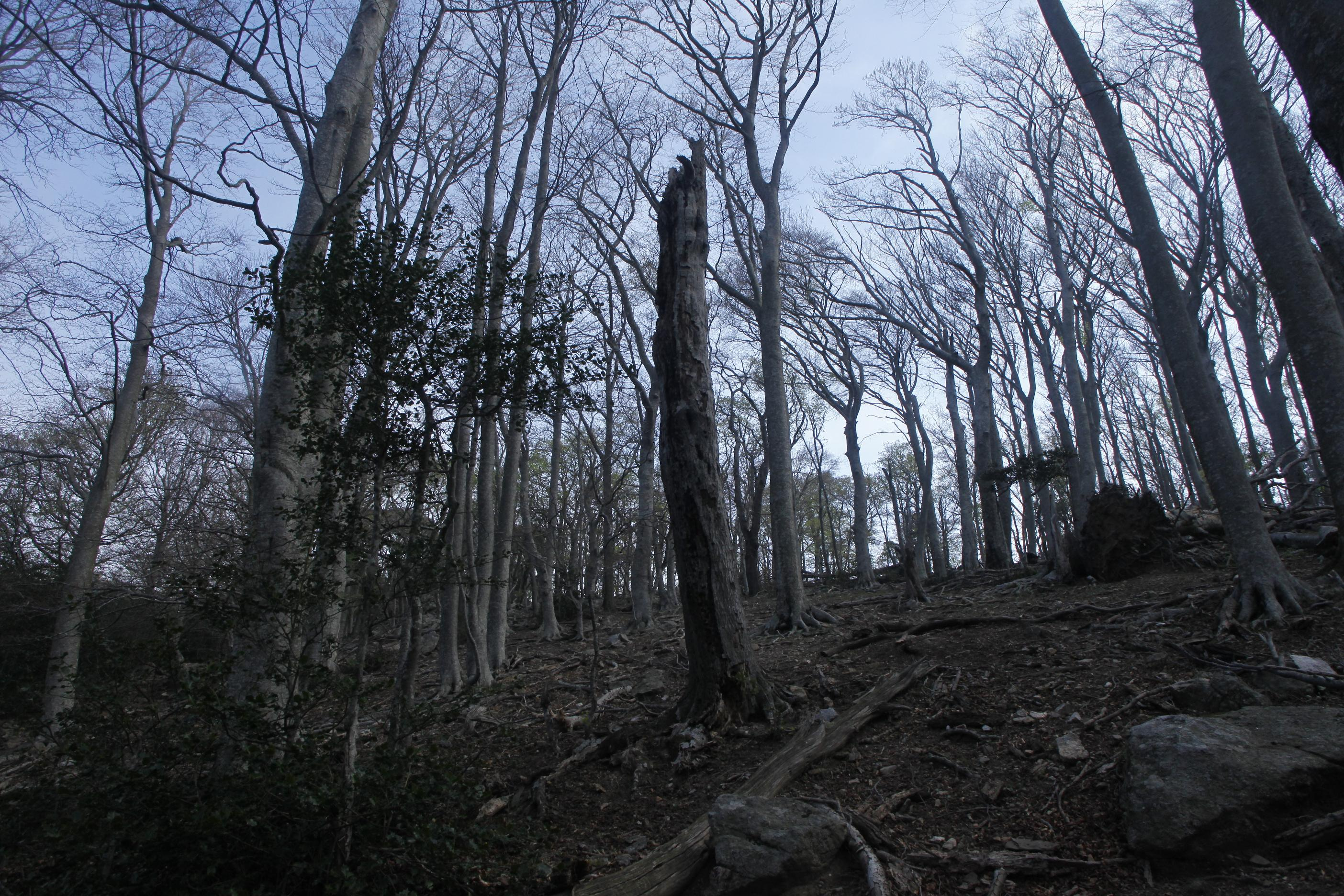
Hêtraie ancienne.

Le régime pluviométrique de la Massane est de type méditerranéen, avec une saison estivale nettement plus sèche que les autres en moyenne, mais cependant relativement humide. L’instabilité pluviométrique, caractéristique des régions méditerranéennes, est particulièrement marquée, aussi bien pour les mois, pour les années, que pour le caractère brutal des précipitations. La pluviosité moyenne est élevée. Les températures correspondent à un climat tempéré frais avec des gelées assez fréquentes pendant l’hiver.

## Écologie
Les nombreux travaux menés sur le site ont révélé une exceptionnelle diversité biologique. La situation en plein carrefour biogéographique, l'isolement, la continuité forestière et l'absence de sylviculture depuis plus de 120 ans en sont à l'origine.

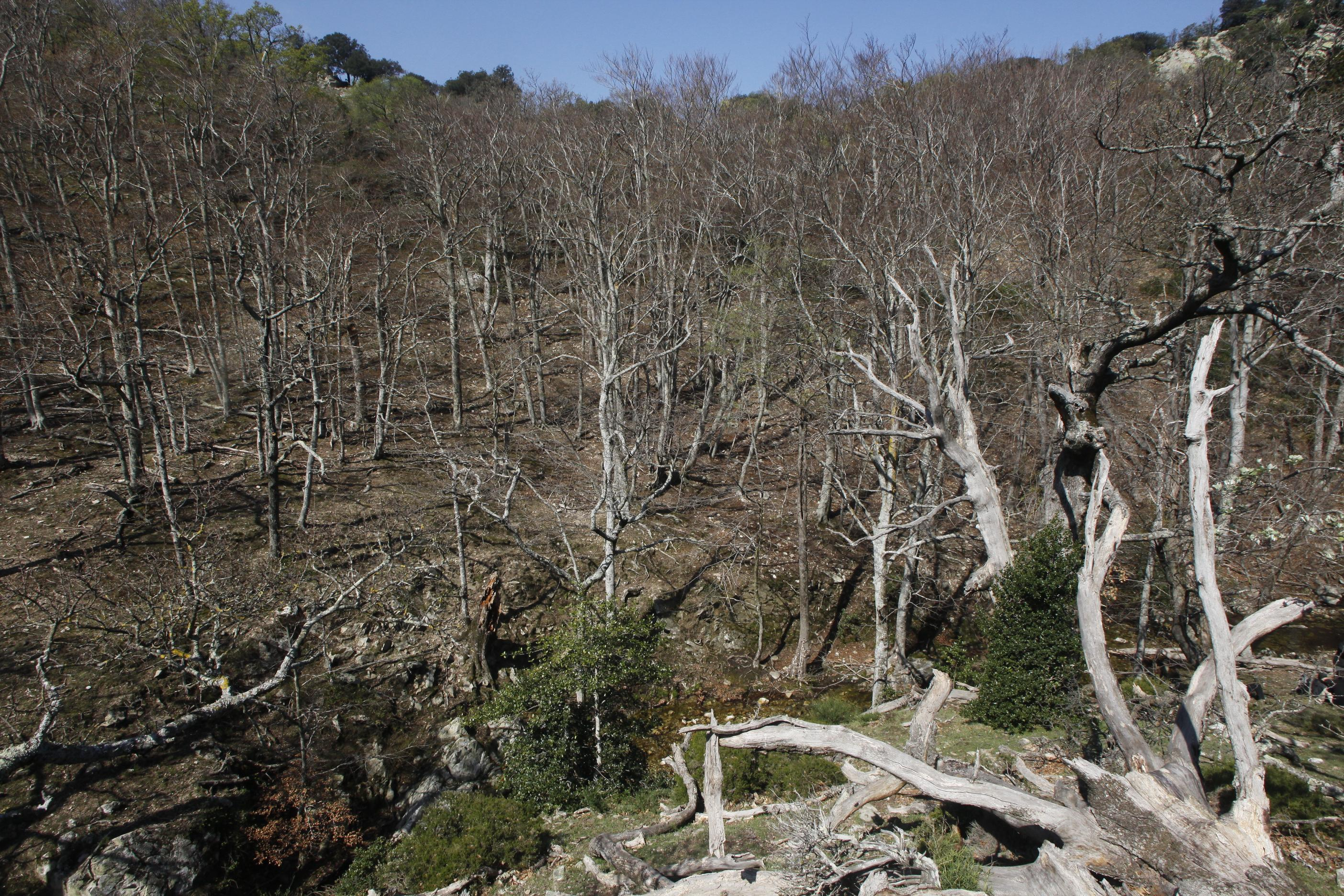
Versant sud.

Avec 10 200 espèces (essentiellement des invertébrés) répertoriées sur seulement 336 ha, c’est l’un des sites naturels les mieux inventoriés à l’échelle internationale.
Par ailleurs, une station météorologique y a été installée dès 1959. Elle sert à étudier l’évolution du climat de la réserve et à mesurer l’impact des perturbations sur la forêt : sécheresses, canicules, coups de vent, neige, gels, fortes pluies, etc. Pour cela, un réseau d’observation de 50 000 arbres a été créé. Il permet de mesurer sur une grande échelle les conséquences précises de phénomènes climatiques sur la forêt.

### Flore

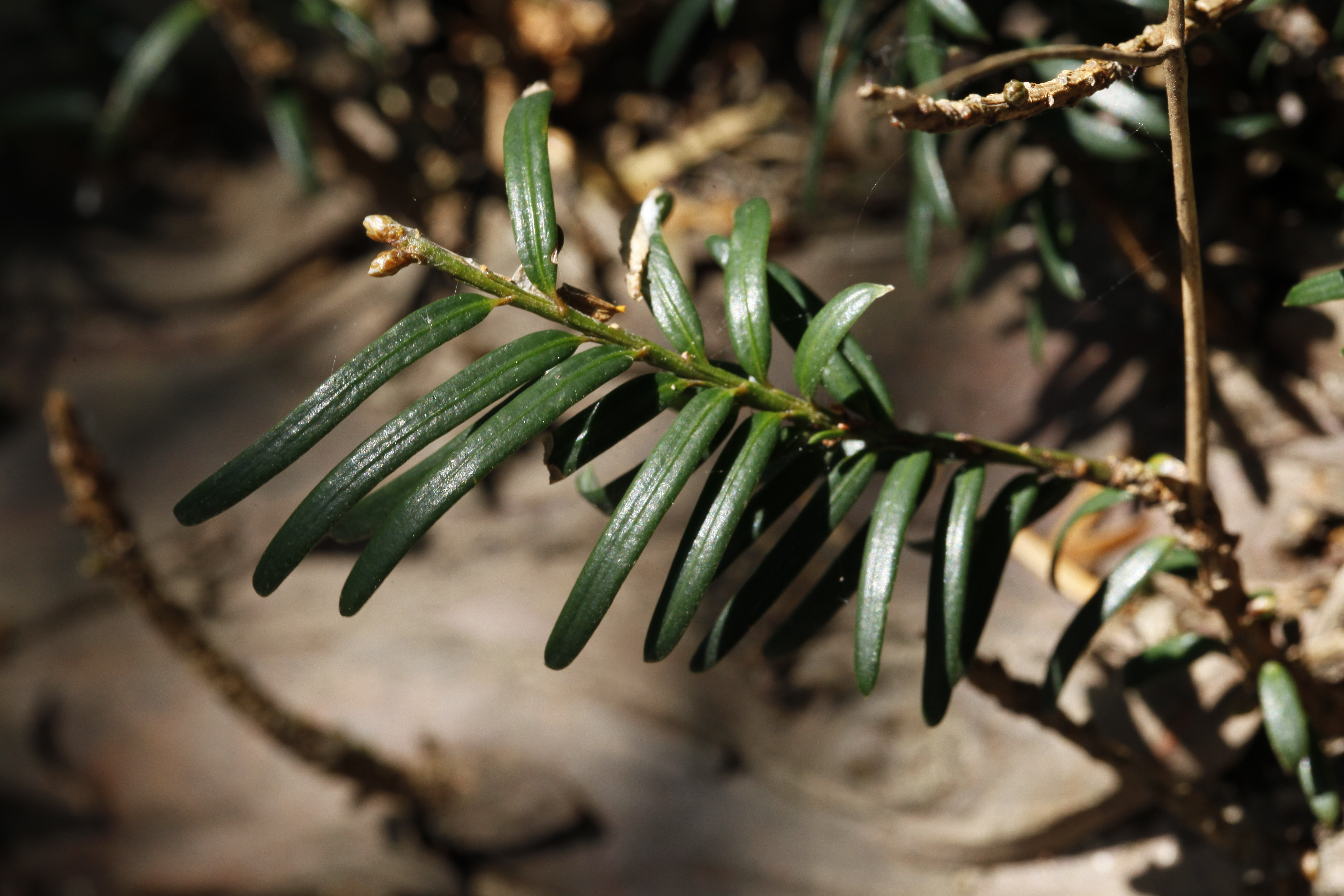
Feuilles d'If.

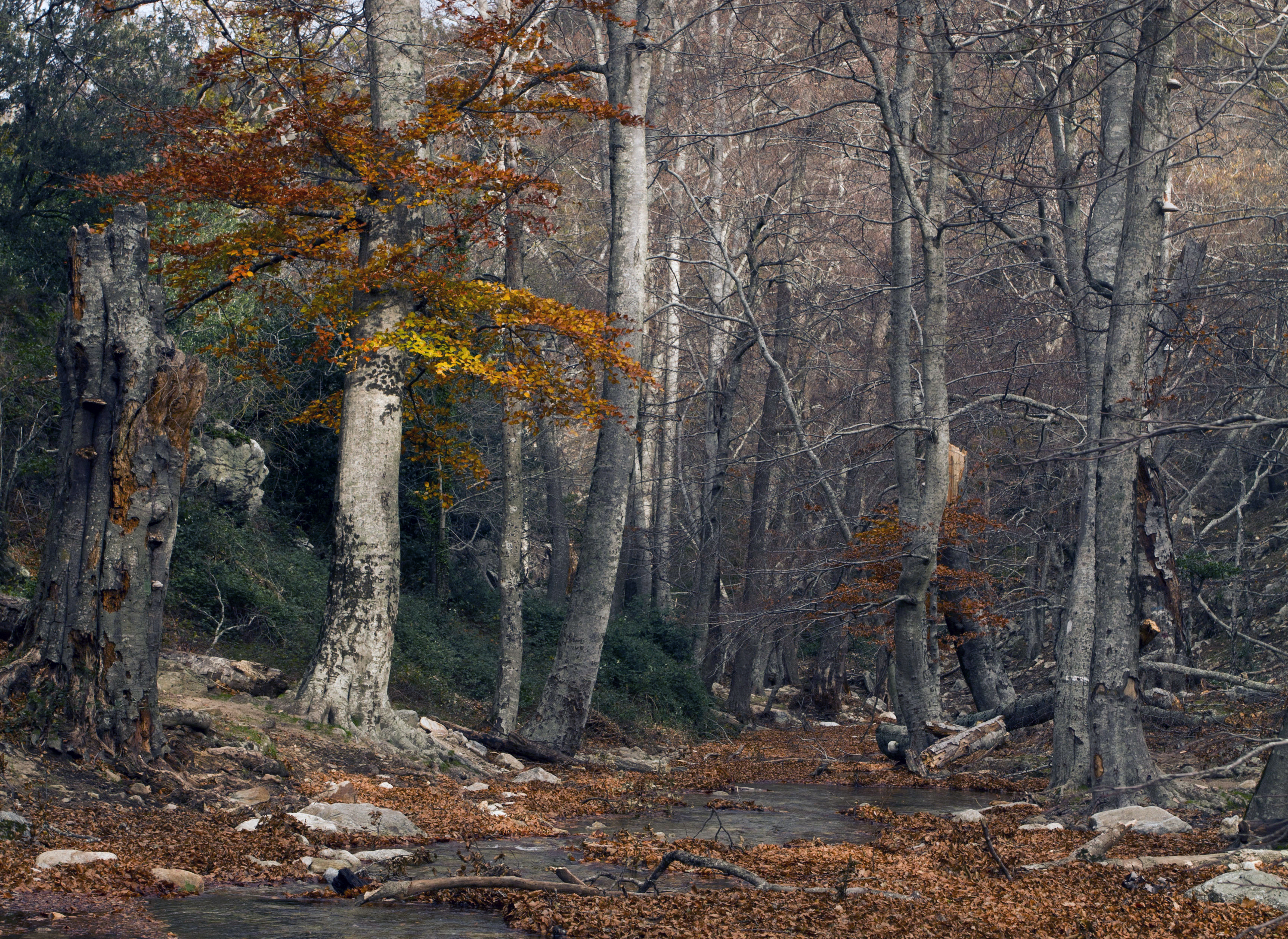
Dans la forêt de Massane. Décembre 2012.

Le hêtre constitue l'essentiel des espèces arborées. On trouve aussi les chênes vert, rouvre et pubescent, le houx, l'érable, le frêne, l'if.
Depuis la canicule de 2003, la réserve naturelle de la Massane subit les effets des sécheresses répétées. Ces stress ont notamment un impact sur les arbres et leurs houppiers, pouvant être à l'origine de leur dépérissement qui se prolonge parfois sur plusieurs années. Il se manifeste par une « descente de cime » puis la mort des arbres.

### Champignons et lichens
De nombreux champignons bénéficient dans la réserve de la présence de vieux arbres et de grosses pièces de bois mort.
On retrouve plus 360 lichens dont Lobaria pulmonaria, un indicateur de la continuité forestière.

### Faune

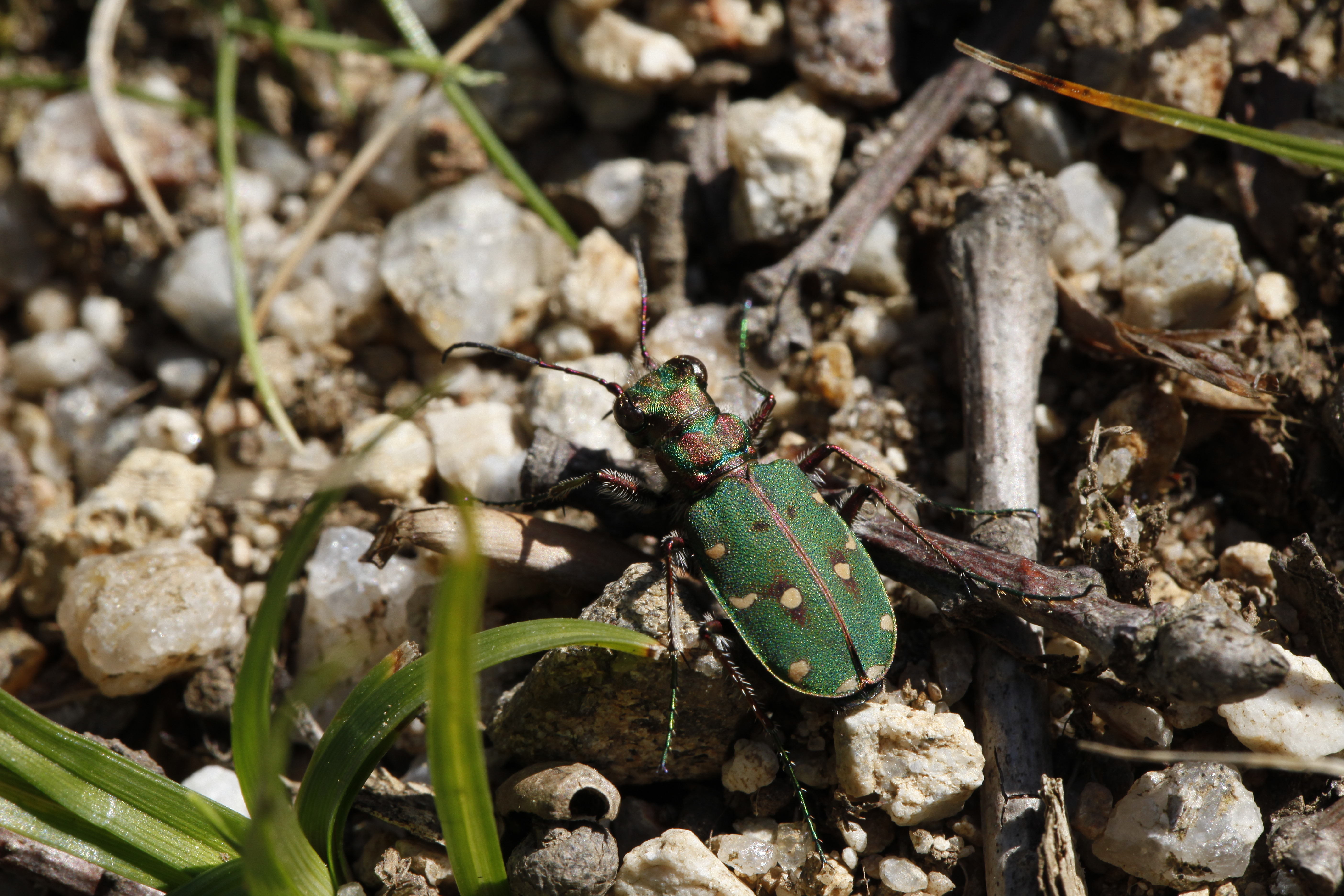
Cicindelle.

Les insectes représentent le groupe le plus étudié, en particulier les espèces saproxyliques dépendant du gros bois mort et des arbres très vieux.
On y dénombre plus de 1360 diptères !

#### Mammifères
Le Blaireau, la Fouine, la Genette, la Musaraigne aquatique fréquentent le site. On y compte plus de 11 espèces de chauves-souris dont le Petit rhinolophe et le Minioptère de Schreibers.

#### Oiseaux
Parmi les oiseaux remarquables fréquentant la réserve naturelle, on trouve le Circaète Jean-le-Blanc, l'Aigle royal, le Faucon pèlerin, le Grand-duc d'Europe, l'Engoulevent d’Europe, l'Alouette lulu, le Pipit rousseline, le Monticole de roche, la Fauvette pitchou, la Pie-grièche écorcheur et le Bruant ortolan.

#### Reptiles et amphibiens

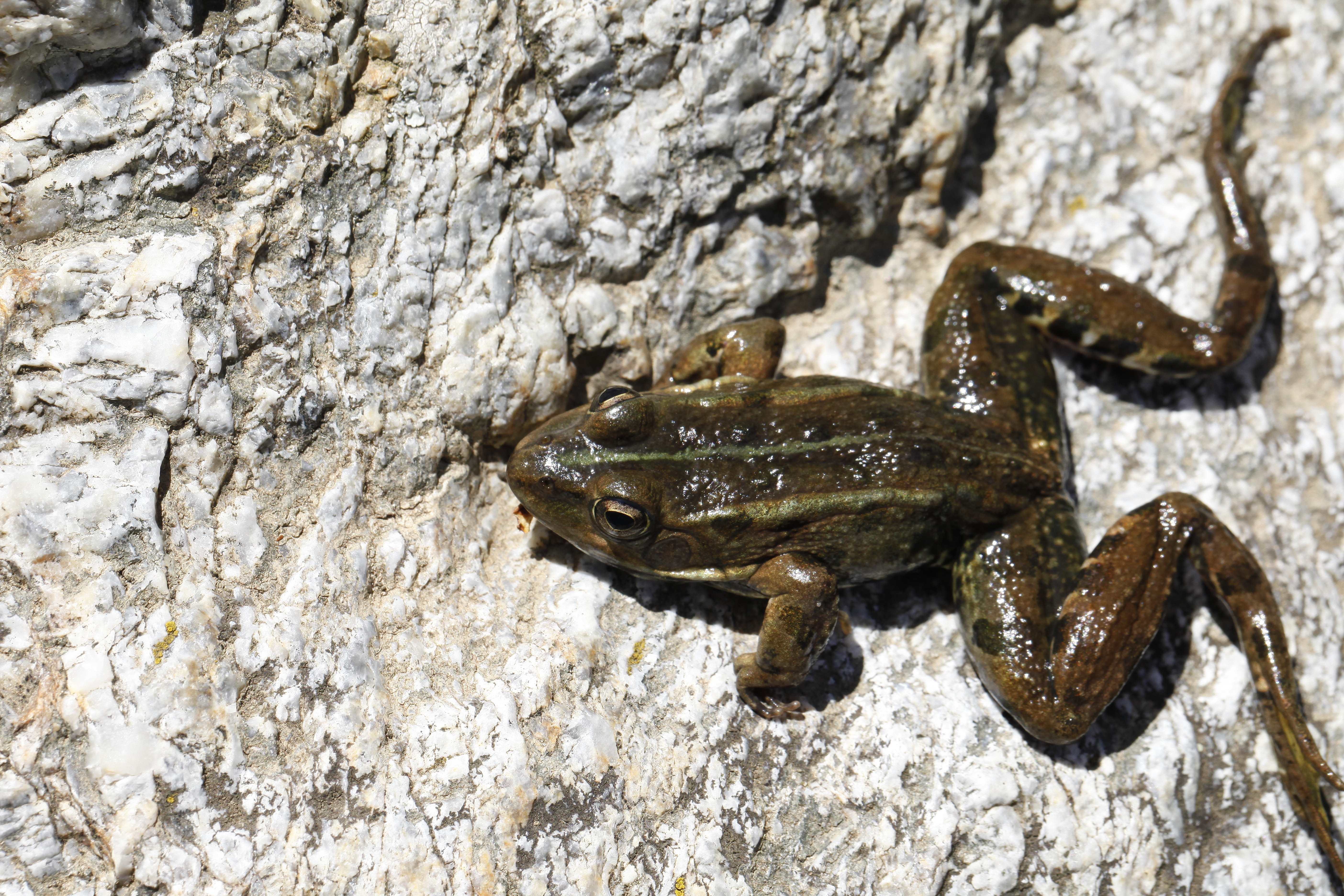
Grenouille de Perez.

Chez les amphibiens, on trouve sur le site la Salamandre tachetée, le l'Alyte accoucheur, le Crapaud commun et le Discoglosse peint. Pour les reptiles, citons le Lézard vert, le Lézard des murailles et la Couleuvre d'Esculape.

#### Poissons
L’Anguille était bien présente sur la réserve naturelle jusqu’en 1991. Désormais, elle a l'air d’avoir totalement disparu de ce milieu.

#### Invertébrés, insectes
Les invertébrés saproxylophages, dont les insectes, sont une des principales richesses du site.

## Intérêt scientifique
Forte de ses caractéristiques exceptionnelles, la Réserve naturelle de la forêt de la Massane est régulièrement prise en référence par les scientifiques du monde entier. Elle se place aujourd'hui comme un observatoire du réchauffement climatique. De nombreuses recherches scientifiques en cours sur le site témoignent de cet intérêt (plus de 100 partenariats scientifiques entre 2012 et 2017).

### État, pressions ou menaces, réponses
La forêt de la Massane est fragile. Les visites sont libres, mais la surfréquentation perturbe l’écosystème. Chaque année, 40 000 visiteurs se rendent à la Massane. Feux, déchets abandonnés et camping non autorisé (seul le bivouac est toléré) font encore trop de dégâts dans cet environnement.

## Administration, plan de gestion, règlement
L'administration de la réserve est assurée par l'Association des Amis de la Massane et la Fédération des réserves naturelles catalanes. « Tout travail public ou privé susceptible de modifier l'état ou l'aspect de la réserve est interdit » précise le décret.

### Outils et statut juridique
La réserve naturelle a été créée par un arrêté ministériel de création du 30 juillet 1973.
L'ensemble de la réserve naturelle correspond à une ZNIEFF de type I N°0065.0002. Elle est également incluse dans la ZNIEFF de type II « Forêt d'altitude des Albères » et dans la ZICO du « Massif des Albères ».